# Star Wars: Bounty Hunter
Star Wars: Bounty Hunter är ett Star Wars-baserat TV-spel från 2002 för Nintendo GameCube och Sony PlayStation 2 där man spelar rollen som prisjägaren Jango Fett. Spelet innehåller 18 uppdrag, på varje uppdrag så kan man leta efter efterlysta personer som kan vara olika värda döda eller levande.

### Fotnoter
1. ↑  ”Sony Announces Darth Vader PlayStation 4 Console Battlefront And Disney Infinity Bundles” (på engelska). Gameinformer. 16 augusti 2015. Arkiverad från originalet den 18 augusti 2015. https://web.archive.org/web/20150818014043/http://www.gameinformer.com/b/news/archive/2015/08/16/sony-announces-darth-vader-playstation-4-console-battlefront-and-disney-infinity-bundles.aspx. Läst 5 december 2015.